# Trempealeau County
Trempealeau County je okres ve státě Wisconsin v USA. K roku 2010 zde žilo 28 816 obyvatel. Správním městem okresu je Whitehall. Celková rozloha okresu činí 1 922 km². Na jihozápadě sousedí se státem Minnesota.

## Sousední okresy
| Růžice kompasu |                | Eau Claire County  |                  | Růžice kompasu |
| Růžice kompasu | Buffalo County | Sever              | Jackson County   | Růžice kompasu |
| Růžice kompasu | Buffalo County | Trempealeau County | Jackson County   | Růžice kompasu |
| Růžice kompasu | Buffalo County | Jih                | Jackson County   | Růžice kompasu |
| Růžice kompasu | Winona County  |                    | La Crosse County | Růžice kompasu |